# مايكل أوفلاغان
مايكل أوفلاغان (بالإنجليزية: Michael O'Flanagan) (بالأيرلندية: Mícheál Ó Flannagái) هو قس روماني كاثوليكي وباحث في اللغة الأيرلندية ومخترع ومؤرخ ولد في 13 أغسطس 1876، شغل منصب نائب رئيس جمعية المنظمة الزراعية الأيرلندية وحظي بشعبية كبيرة في المجتمع الأيرلندي.
ناصر أوفلاغان قادة ثورة عيد الفصح التي شملت عصيانًا مسلحًا في أيرلندا خلال أسبوع الفصح في أبريل من عام 1916 وكان معجبًا بالدور العظيم والمُضحي الذي قدمه الثوار، انضم بعد الثورة إلى حزب شين فين السياسي وكان عضوًا نشطًا فيه، كما دعى إلى ضرورة قيام انتخابات شمال روسكومون في فبراير من عام 1917.
انتُخب إيمون دي فاليرا ليكون رئيسًا لحزب شين فين السياسي وآرثر جريفيث وأوفلاغان ليكونا نائبين للرئيس، وهو المنصب الذي شغله من عام 1917 إلى عام 1923 ومن عام 1930 إلى عام 1931 مرة أخرى.
ناقش أوفلاغان حركة السلام لتحقيق السلام العالمي مع ديفيد لويد جورج ما أثار استياء زملائه، وعقد عدة اجتماعات مع لويد جورج وإدوارد كارسون في يناير من عام 1921 ونقل الشروط البريطانية إلى إيمون دي فاليرا عند عودته، تسلم منصب رئيس حزب شين فين عام 1933.
عُرف أوفلاغان بكثرة سفره إذ قضى سنوات عديدة في الولايات المتحدة وعدة أشهر في روما، وعمل مبعوثًا جمهوريًا في أستراليا، انفصل عن الكهنوت لسنوات عديدة بسبب معتقداته ومواقفه السياسية، توفي في عام 1942 ودُفن في مقبرة جلاسنيفين في أيرلندا بعد انتهاء الجنازة الرسمية.

## النشأة وتعليمه
ولد مايكل أوفلاغان في 13 أغسطس 1876 في كلونفور بالقرب من كاستليريا في مقاطعة روسكومون وكان ترتيبه الرابع في عائلة مكونة من ثمانية أطفال لوالدهم إدوارد فلاناغان ووالدتهم ماري كرولي، أما أخوته فهم ماير ولوك وباتريك وبريجيد وإدموند وكيت وجوزيف، عاش أوفلاغان مع عائلته في مزرعة صغيرة وكان والديه يتحدثان اللغتين الإيرلندية والإنجليزية بطلاقة.
عاصر أوفلاغان مجاعة في عام 1879 عندما كان في الثالثة من عمره، لم تكن مجاعة قاسية جدًا كما كانت المجاعة السابقة لها قبل ثلاثين عامًا لكن ساد الخوف والرهبة من السكان الذين نجوا من المجاعة السابقة.
التحق أوفلاغان بالمدرسة الابتدائية الحكومية الواقعة في كلونبونفي والتي عُرفت باسم مدرسة الدون، وأكمل دراسته الثانوية في مدرسة سامرهيل الداخلية في عام 1890 ثم التحق بجامعة سانت باتريك في ماينوث في خريف عام 1894 وعرف بتفوقه الأكاديمي في علوم الكتاب المقدس والقانون الكنسي واللغة الأيرلندية.

## وفاته وجنازته
توفي أوفلاغان في دار رعاية المسنين بعد معاناته مع المرض في الساعة الرابعة والنصف مساء يوم الجمعة المصادف 7 أغسطس 1942 والذي سبق ميلاده السادس والستين بأيام قليلة.
أرسل رسالته الأخيرة إلى بيرني كونواي بتاريخ 2 أغسطس 1942 وقال فيها: «عزيزي بيرني، وداعًلك ولشعب كليفوني، أنني أموت اليوم وفي قلبي حب كبير للناس من أعماق قلبي... سأنتظرهم في الجنة وخصوصًا ذلك الشعب الذي صلى من أجلي في الكنيسة».
نظم شون فيتزباتريك جنازته الرسمية ووضعت رفاته في الغرفة المستديرة في قاعة المدينة وهي المكان التي ألقى فيها أوفلاغان خطابه في جنازة أودونوفان روسا في عام 1915.
دفن أوفاغلان في مقبرة جلاسنيفين في أيرلندا، ألقى صديقه القديم خطبة جنازته وطبعت الخطبة فيما بعد ونُشرت على شكل كُتيب في عام 1942.
وضع نصب تذكاري على قبره عام 1992 من قبل جمعية المقابر الوطنية بمناسبة الذكرى الخمسين لوفاته، وأقامت الجمعية إحياء لذكرى وفاة أوفلاغان عند قبره في مقبرة جلاسنيفين في 25 أغسطس 2019.